# Bibiana Candelas
Bibiana Candelas Ramírez (* 2. Dezember 1983 in Torreón) ist eine mexikanische Beachvolleyballspielerin. Vorher war sie auch im Volleyball aktiv und nahm an zwei Weltmeisterschaften teil.

## Karriere
Candelas begann ihre Karriere als Schülerin des Colegio Ponceño in Ponce (Puerto Rico). Im Alter von 14 Jahren wurde sie zum ersten Mal in die A-Nationalmannschaft berufen. 2002 nahm die Mittelblockerin mit dem Team an der Weltmeisterschaft in Deutschland teil, bei der Mexiko als Gruppenletzter nach der ersten Runde ausschied. Im gleichen Jahr wechselte Candelas zur University of Southern California. 2003 gewann sie mit den USC Trojans die NCAA-Meisterschaft. 2005 beendete sie ihre Ausbildung. Ein Jahr später spielte sie mit der Nationalmannschaft bei der WM in Japan, die für den Außenseiter ohne Satzgewinn endete.
2007 bildete Candelas ein Beachvolleyball-Duo mit Mayra García und absolvierte bei den Shanghai Open ihr erstes Turnier der FIVB World Tour. Bei den Panamerikanischen Spielen gewannen die beiden Mexikanerinnen die Bronzemedaille. 2008 kamen Candelas/García bei zwei Open-Turnieren sowie bei den Grand Slams in Berlin und Stavanger jeweils in die Top Ten. Außerdem gewannen sie das NORCECA-Turnier in Guatemala-Stadt. In Peking nahmen sie an den Olympischen Spielen teil. Dabei erreichten sie als Gruppendritte der Vorrunde die Lucky-Loser-Runde, in der sie im Tiebreak dem norwegischen Duo Håkedal/Tørlen unterlagen.
2009 qualifizierten sich Candelas/García für die WM in Stavanger. Als Gruppendritter kamen sie in die erste Hauptrunde, in der sie sich den späteren Finalistinnen Larissa/Juliana aus Brasilien geschlagen geben mussten. Im gleichen Jahr gewannen sie die Turniere der NORCECA-Tour in Tijuana und Puerto Vallarta. 2010 gelang ihnen als Fünfte des Grand Slams in Gstaad das bislang beste Ergebnis auf der World Tour. Bei der WM 2011 in Rom schieden die Mexikanerinnen hingegen als Gruppenletzte der Vorrunde aus, nachdem sie in drei Spielen nur zwei Satzgewinne geschafft hatten. In der Heimat waren sie erfolgreicher; sie gewannen drei Turniere der NORCECA-Serie und die Silbermedaille bei den Panamerikanischen Spielen in Guadalajara. Das beste Ergebnis der World Tour 2012 erreichten Candelas/García mit dem 13. Platz bei den Brasília Open. Der Grand Slam in Peking war das letzte gemeinsame Turnier des Duos.
2013 kam Candelas mit Martha Revuelta zusammen. Das neue Duo belegte in den folgenden beiden Spielzeiten bei sechzehn Teilnahmen an Turnieren der Continental Tour dreizehn Mal einen Stockerlplatz, darunter vier Siege und zwei weitere Finalteilnahmen. Hinzu kamen Achtungserfolge wie der geteilte siebzehnte Rang beim Xiamen Grand Slam 2013, den auch Chantal Laboureur und Julia Sude beim gleichen Event belegten, und der fünfte Platz bei den Puerto Vallarta Open ebenso wie Talita Antunes und Taiana Lima im folgenden Jahr. 2015 wurden die beiden Mexikanerinnen Neunte bei den Panamerikanischen Spielen. Mit Claudia Rios gab es in der gleichen Saison auf der World Tour nur sehr überschaubare Ergebnisse, mit Ana Rios gelang Candelas noch eine NORCECA Finalteilnahme. Bei ihrem letzten Turnier, den Open in ihrem Heimatland, wurde sie 2016 mit der gleichen Partnerin 25., anschließend beendete Bibiana Candelas ihre Karriere.